# The Party at Kitty and Stud's
The Party at Kitty and Stud's (of: Party at Kitty and Stud's), ook bekend als Italian Stallion is een Amerikaanse soft-pornofilm uit 1970. Dit was de eerste film waarin Sylvester Stallone speelde. Later werd de film opnieuw uitgebracht, als poging mee te liften op het succes van Stallone.
De film kwam in 2007 en 2008 weer in het nieuws omdat er een nieuwe (en meer hardcore) versie werd opgenomen.

## Rolverdeling
| Acteur             | Personage                 |
| ------------------ | ------------------------- |
| Sylvester Stallone | Stud                      |
| Henrietta Holm     | Kitty                     |
| Jodi Van Prang     | Jodi                      |
| Nicholas Warren    | Nick                      |
| Frank Micelli      | Frank                     |
| Barbara Strom      | Barb                      |
| Janet Banzet       | Vrouw in park (onvermeld) |